# Henk Haverkate
Wilhelm Hendrik Haverkate (* 24. April 1936 in Amsterdam; † 31. März 2008) war ein niederländischer Romanist, Hispanist und Pragmalinguist.

## Leben
Hendrik Haverkate studierte Spanisch (Abschluss 1966) und wurde 1979 an der Universität Amsterdam bei Simon C. Dik mit der Arbeit Impositive sentences in Spanish. Theory and description in linguistic pragmatics promoviert (Amsterdam 1979).
Haverkate war von 1991 bis 1997 ordentlicher Professor für Spanisch an der Universität Amsterdam. Er war Mitherausgeber der Zeitschrift Diálogos Hispánicos de Amsterdam.

## Werke
- Speech acts, speakers, and hearers. Reference and referential strategies in Spanish, Amsterdam 1984
- (Hrsg.) La semiótica del diálogo, Amsterdam 1987
- Modale vormen van het Spaanse werkwoord. Het gebruik van imperativo, indicativo, subjuntivo, Dordrecht 1989 (erweitert, englisch: The syntax, semantics and pragmatics of Spanish mood, Amsterdam 2002)
- (Hrsg. mit anderen) Exploraciones semánticas y pragmáticas del Español, Amsterdam 1991
- (Hrsg. mit anderen) Aproximaciones pragmalingüísticas al español, Amsterdam 1993
- La cortesía verbal. Estudio pragmalingüístico, Madrid 1994
- (Hrsg. mit anderen) La pragmá́tica lingüí́stica del español. Recientes desarollos, Amsterdam 1998
- Zou ik misschien toch nog eventjes een klein vraagje mogen stellen? Nederlandse omgangsvormen in intercultureel perspectief. De rol van beleefdheid in onze taal en cultuur, Amsterdam 2006